# Krystyna Kwiatkowska (muzyk)
Krystyna Kwiatkowska (ur. 23 lipca 1946 w Warszawie) – polska muzyk i autorka piosenek.

## Życiorys
Absolwentka Wydziału Kompozycji Akademii Muzycznej im. Fryderyka Chopina, autorka licznych piosenek dla dzieci: „Zuzia, lalka nieduża”, „Najłatwiejsze ciasto w świecie”, „O czym marzą dzieci” i „Pięknie żyć”, musicalu Wanna Archimedesa, spektaklu muzycznego Pan Tenorek i Błękitny balonik oraz licznych programów muzycznych dla dzieci i młodzieży w Polskim Radiu i Telewizji.
W 1981 założyła dziecięcą grupę wokalną „Radiowe Nutki”, z którą jej piosenki śpiewali m.in. Ryszard Rynkowski, Danuta Błażejczyk, Mieczysław Szcześniak, Zbigniew Wodecki, Jerzy Kryszak, Jacek Wójcicki, Hanna Banaszak, Wiktor Zborowski, Krzysztof Tyniec, Dorota Jarema i inni.
Od 2012 jest prezesem Fundacji im. Ireny Kwiatkowskiej.

## Działalność zawodowa
W latach 1975–1993 pracowała w Polskim Radiu. Tworzyła i prowadziła audycje umuzykalniające dla dzieci. Współpracowała z Teatrem Polskiego Radia pisząc muzykę do 50 słuchowisk radiowych. Założyła dziecięcą grupę wokalną Radiowe Nutki.
W latach 1993–2015 pracowała w Telewizji Polskiej. Tworzyła własne, cykliczne programy muzyczne dla dzieci i młodzieży: Dźwiękogra, Muzyczna skakanka i Studio pod pięciolinią.
Napisała muzykę do pięciu bajek Justyny Holm, które reżyserowali: Paweł Trzaska, Janusz Józefowicz i Andrzej Strzelecki. Zagrali w nich: Irena Kwiatkowska, Maria Peszek, Joanna Trzepiecińska, Piotr Machalica, Jacek Wójcicki, Bernard Ładysz, Piotr Gąsowski, Wiktor Zborowski.
Jej pomysłem była również Gawęda muzyczna mistrza, cykl dla dzieci stworzony wspólnie z firmą Partus.
Tworzyła relacje telewizyjne z szeregu festiwali i imprez muzycznych dla dzieci: Konin, Chodzież, OSA (Ogólnopolskie Spotkania Artystyczne org. Przez Centrum Edukacji Kulturalnej w W-wie), UNICEF – DZIECIOM.
W 2000 organizowała wyjazd do Japonii dziecięcego zespołu Małe Podlasie z Siedlec zaproszonego na cykl koncertów przez PTPI (People To People International w Gifu). Dla TVP 2 zrealizowała programy relacjonujące ten pobyt pt. Porando No Kodomotachi.
W latach 1998–2006 była kierownikiem muzycznym programu Od przedszkola do Opola. Od 2001 dla dziecięcego cyklu TVP1 pt. Budzik tworzyła sekwencję muzyczną pt. Pan Tenorek (komponując piosenki i pisząc scenariusze). W roli Pana Tenorka występował Jacek Wójcicki.
Babcia Róża i Gryzelka – w latach 2006–2007 dla pasma Wieczorynka w TVP1 stworzyła cykl bajek (46 odcinków) w formie teatrzyku – połączony plan żywy z animacją różnego typu (także w 3D) – pomysł programu, muzyka i reżyseria (12 odcinków reż. Andrzej Kotkowski). Autorki scenariuszy: Małgorzata Strzałkowska, Justyna Holm, Joanna Jung, Roksana Jędrzejewska-Wróbel, Jolanta F. Mąkosa. W obsadzie znakomici aktorzy: Irena Kwiatkowska, Krystyna Tkacz, Izabella Olejnik (Babcia Róża), Ewa Złotowska (głos Gryzelki), Jerzy Bończak (głos dzięcioła), Krzysztof Tyniec (głos kosmity Munia), Kacper Kuszewski, Wiktor Zborowski, Marek Siudym, Lucyna Malec, Agnieszka Suchora, Justyna Sieńczyłło, Antoni Pawlicki i inni.
Ponadto: „Śpiewające laboratorium” – na zamówienie Stołecznej Estrady napisała muzykę do widowiska Krzysztofa Jaślara. Wykonawcy: Mieczysław Szcześniak, Ryszard Rynkowski, Jerzy Kryszak i inni oraz zespoły dziecięce. Widowisko zarejestrowano dla TVP2 w 1991.
„Gawęda w operze” – z okazji 40-lecia Gawędy napisała muzykę do widowiska według scenariusza Krzysztofa Jaślara, (Teatr Wielki 1992).
„Lasówka” – na zamówienie Teatru Rampa skomponowała muzykę do bajki i w reżyserii Andrzeja Strzeleckiego.
„Wanna Archimedesa” – musical wg libretta i w reżyserii Krzysztofa Jaślara, Teatry Rampa i Capitol w Warszawie, w roli głównej Krzysztof Tyniec. Produkcja Fundacji im. Ireny Kwiatkowskiej. Spektakl jest beneficjentem Programu Edukacji Kulturalnej MKIDN, 2014 r.
„Pan Tenorek i Błękitny Balonik” – teatralny spektakl muzyczny dla dzieci oparty na piosenkach Pana Tenorka. Muzyka Krystyna Kwiatkowska, scenariusz Elżbieta Szczypek, reżyseria Krzysztof Jaślar. W roli głównej Jacek Wójcicki. Teatr Kamienica, premiera 2017. Projekt jest beneficjentem Konkursu Narodowego Centrum Kultury – Kultura Interwencje 2017 r.
Twórczość Krystyny Kwiatkowskiej wydały: Polskie Nagrania, Polskie Radio i Telewizja, Pomaton EMI, Tonpress, Gamma i inne wytwórnie płytowe, a także w formie nutowej: PWM, Wydawnictwa Szkolne i Pedagogiczne, Prószyński i Spółka, Juka, Didasco. Jest zapraszana w charakterze jurora na większość dziecięcych festiwali i przesłuchań w całej Polsce. W latach 2002–2005 była członkiem kapituły Nagrody Prezydenta Rzeczypospolitej Polskiej za Twórczość dla Dzieci i Młodzieży „Sztuka Młodym”.

## Życie prywatne
Jest matką wokalistki Doroty Jaremy i bratanicą aktorki Ireny Kwiatkowskiej.

## Nagrody
- Nagroda 1. Ogólnopolskiego Konkursu Młodych Kompozytorów (jury pod przewodnictwem Witolda Lutosławskiego) za utwory: „Muzyka symfoniczna” i „Muzyka liryczna” (1970)
- II nagroda OIRT Międzynarodowego Konkursu Radiowo-Telewizyjnego za utwór „Kwiecień” (1980)
- PRIX JAPON I Nagroda Konkursu Radiowo-Telewizyjnych Programów Oświatowych za muzykę do słuchowiska „W ogrodzie tysiąca kaktusów” (1982)
- Nagroda Konkursu ZAKR „Malwy 2018” za piosenkę „Blues pod malwami” do tekstu Jacka Cygana
- Nagroda Stowarzyszenia Autorów ZAiKS za całokształt twórczości dla dzieci (2023)[5]
- nagrody w konkursach radiowych na piosenki dla dzieci i młodzieży, m.in. 1. nagroda za piosenki: „Na cztery i na sześć”, „Zwykły list choć wiersz”, „Na przekór pogodzie”, „Tu dobrze mi”